# 吉川悟
吉川 悟（よしかわ さとる、1958年 - ）は、日本の臨床心理学者・臨床心理士・家族心理士・医療心理士。龍谷大学心理学部教授。滋賀県生まれ。

## 経歴
- 1984年 和光大学人文学部卒業。
- 1986年 大手前ファミリールーム職員。
- 1988年 システムズアプローチ研究所を設立し、所長を務める。
- 1992年 湖南クリニック、思春期外来担当。
- 1997年 コミュニケーション・ケアセンターを設立し、所長を兼任。
- 現在、龍谷大学文学部教授。
- 香川大学教育学部非常勤講師、京都教育大学大学院非常勤講師なども歴任。

## 学会
- 日本心理臨床学会
- 日本心身医学会
- 日本家族研究・家族療法学会（前副会長、評議員）
- 日本家族心理学会（理事）
- 日本ブリーフサイコセラピー学会（前会長、現副会長）

## 主な著作
- 吉川悟(著)　1993　家族療法：システムズアプローチの「ものの見方」　京都：ミネルヴァ書房
- 吉川悟(編)　1999　システム論からみた学校臨床　東京：金剛出版
- 吉川悟・東豊(著)　1999　システムズアプローチによる家族療法のすすめ方　京都：ミネルヴァ書房
- 吉川悟(編)　2001　システム論からみた思春期・青年期の困難事例　東京：金剛出版
- 高橋規子・吉川悟(著)　2001　ナラティヴ・セラピー入門　東京：金剛出版
- 上里一郎・西村良二・山中康裕(監修)　吉川悟・村上雅彦・東豊（著）　2002　家族はこんなふうに変わる：新日本家族十景　京都：昭和堂
- 吉川悟(著)　2004　セラピーをスリムにする！：ブリーフセラピー入門　東京：金剛出版